# Sheldonian Theatre

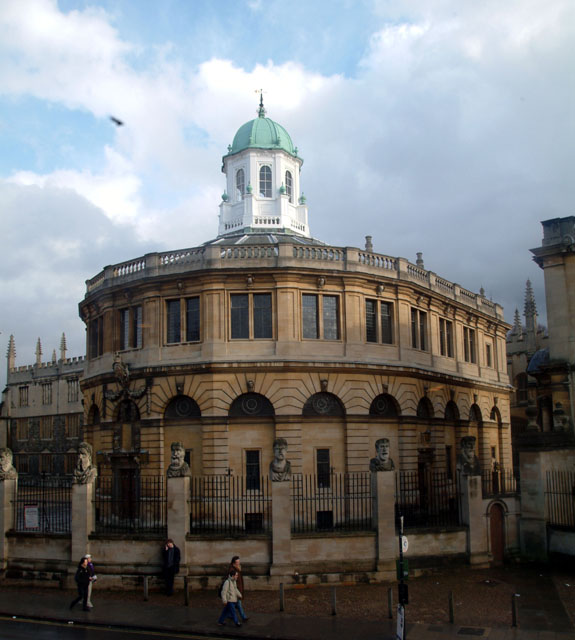
Sheldonian Theatre

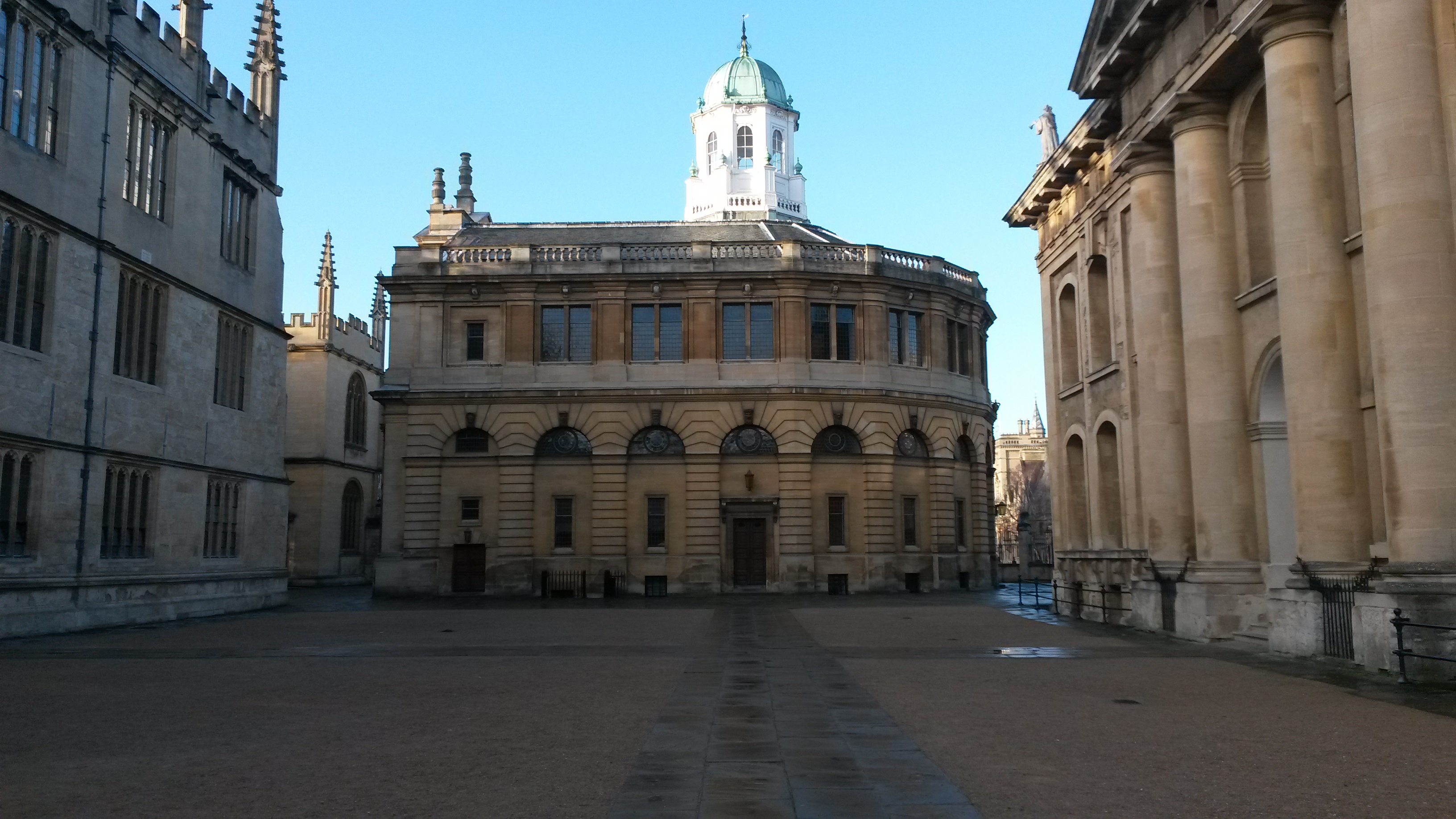
Vedere dintr-o parte

Sheldonian Theatre este o clădire unde au loc evenimentele festive ale Universității din Oxford. Acesta a fost inaugurată în anul 1669 și numită după fondatorul ei Gilbert Sheldon, pe atunci Arhiepiscop de Canterbury si cancelar al Universității.

## Clădirea
Teatrul a fost primul mare proiect al arhitectului Christopher Wren. Ca model pentru clădire clasică, i-a servit lui Wren anticul teatru Teatro di Marcello din Roma.

## Utilizare
Imobilul este folosit pentru concerte, conferințe și ceremonii universitare.
Primul spectacol în Sheldonian Theatre a avut loc pe 10 iunie 1733 și a fost oratoriul Athalia de Händel.